# The Stranger (canção)
"The Stranger" é uma canção do músico Billy Joel escrita para seu álbum de mesmo nome, The Stranger, sobre o id de um humano, onde desejo e instintos primários são supostamente realizados em cheque pelo superego (de acordo com teorias de Sigmund Freud).
A canção foi lançada como single no Japão onde tornou-se muito popular e ocupou a posição #2 na Oricon. Esse foi o último single do álbum no Japão, enquanto os Estados Unidos e o Reino Unido viram "She's Always a Woman", lançado no ano anterior, como o último single do álbum.
O single foi apresentado na coletânea de Joel, Greatest Hits - Volume I & II.
Uma reprise com dois minutos instrumental da música aparece no final do álbum The Stranger.
Billy Joel originalmente queria a melodia toca por algum tipo de instrumento de sopro, sugerindo um clarinete. Mas depois de ouvir um pouco da música, o produtor Phil Ramone convenceu Joel de não usar a ideia do clarinete.

## Faixas

### 7" Vinil Japonês
1. "The Stranger"
2. "Movin' Out (Anthony's Song)"

## Posição em tabelas internacionais
| Tabela (1978)                  | Posição ocupada |
| ------------------------------ | --------------- |
| Japão Tabela de Singles Oricon | 2               |